# 帕奇斯-德尔帕纳德斯
帕奇斯-德尔帕纳德斯，是西班牙加泰罗尼亚巴塞罗那省的一个市镇。总面积6平方公里，总人口704人（2001年），人口密度117人/平方公里。